# 沙托维兰
沙托维兰（法語：Châteauvillain，法語發音：[ʃatovilɛ̃]），法国东北部市镇，位于大东部大区上马恩省，隶属于肖蒙区，其市镇面积为106.37平方公里，是该省面积最大的市镇，2022年1月1日时人口数量为1,512人，在法国城市中排名第6,860位。
沙托维兰位于上马恩省西南部，欧容河畔，是一个区域性的中心城市，多条公路在此交汇。

## 地名来源
根据当地官方网站的论述，“Châteauvillain”一名转写自拉丁语“Castrum Villanum”，两词分别意为“堡垒”和“农场”。
1801至1814年间，当地曾使用“Ville-sur-Aujon”作为官方名称。

## 历史

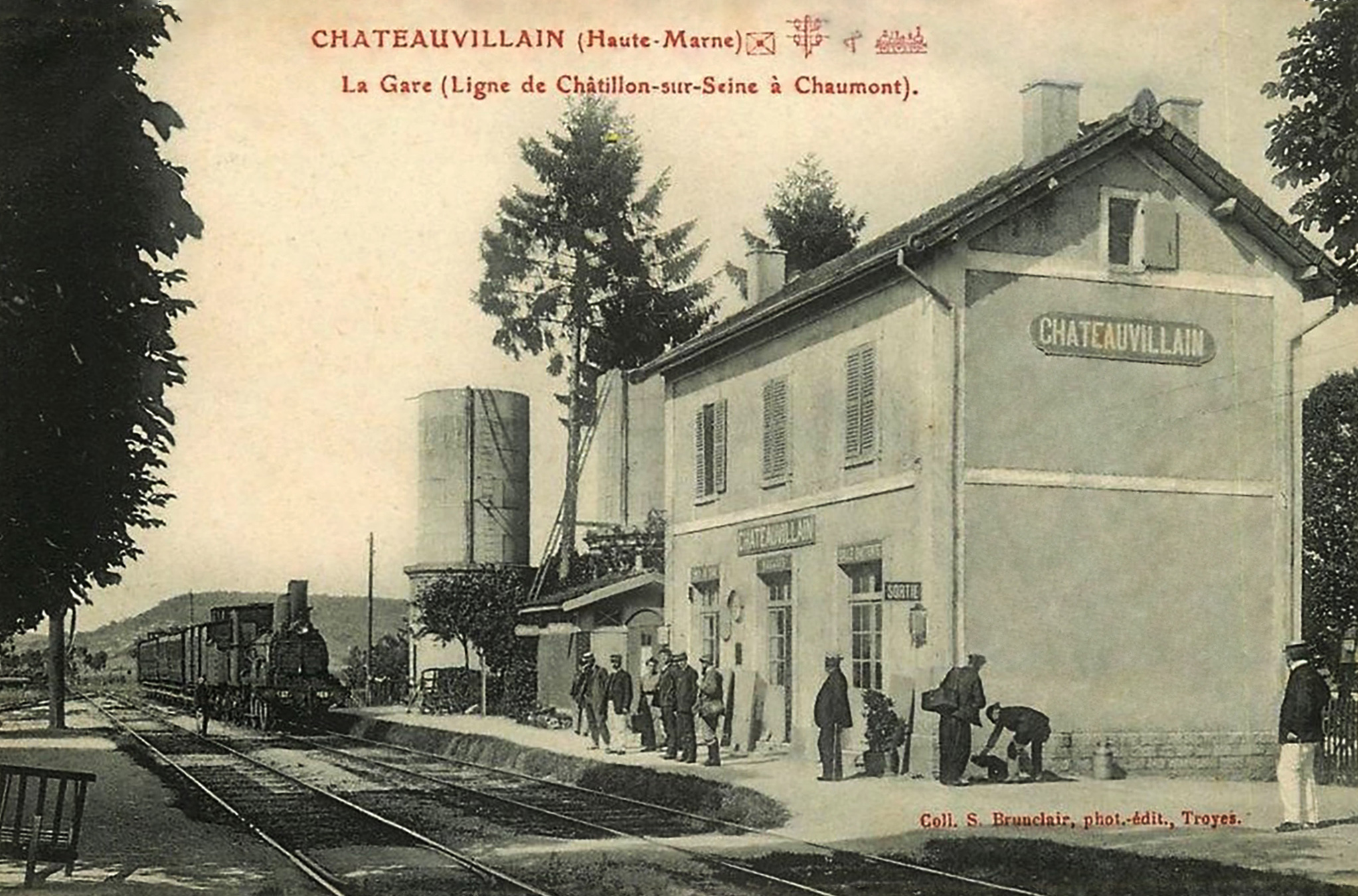
20世纪初的沙托维兰火车站

沙托维兰的早期历史尚不清楚。根据当地官方网站的论述，沙托维兰最早的有记载的历史始于公元1160年，彼时该地为布鲁瓦家族的一处领地，其成员在此修筑堡垒。中世纪中后期，堡垒附近逐渐形成聚落，当地于1286年获得自由贸易宪章。13世纪香槟继承战争爆发后，布鲁瓦成员西蒙一世与勃艮第公国的女爵瑟米尔的阿丽克西联姻，由此创建沙托维兰家族。17世纪时，沙托维兰被法兰西王国元帅尼古拉·德洛皮塔尔获得，他在此修建了一处城堡。法国大革命后，沙托维兰成为上马恩省的一个市镇。路易-让-马里·德·波旁是沙托维兰的最后一名领主，他于1793年离世。19世纪时，沙托维兰道路得到扩建，当地被废弃的城堡被彻底拆除。1866年，途经沙托维兰的布里孔—塞纳河畔沙蒂永铁路建成通车，该铁路后于1939年4月停止客运服务。1966年，蒙特里堡并入沙托维兰。1972年，克雷昂塞、埃塞莱蓬和马尔梅斯三个市镇亦整体并入沙托维兰。

## 地理

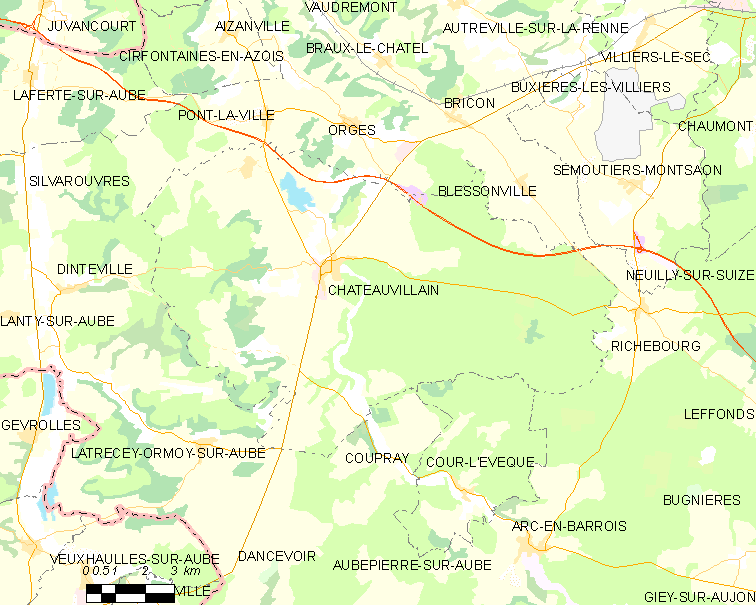
沙托维兰市镇范围地图

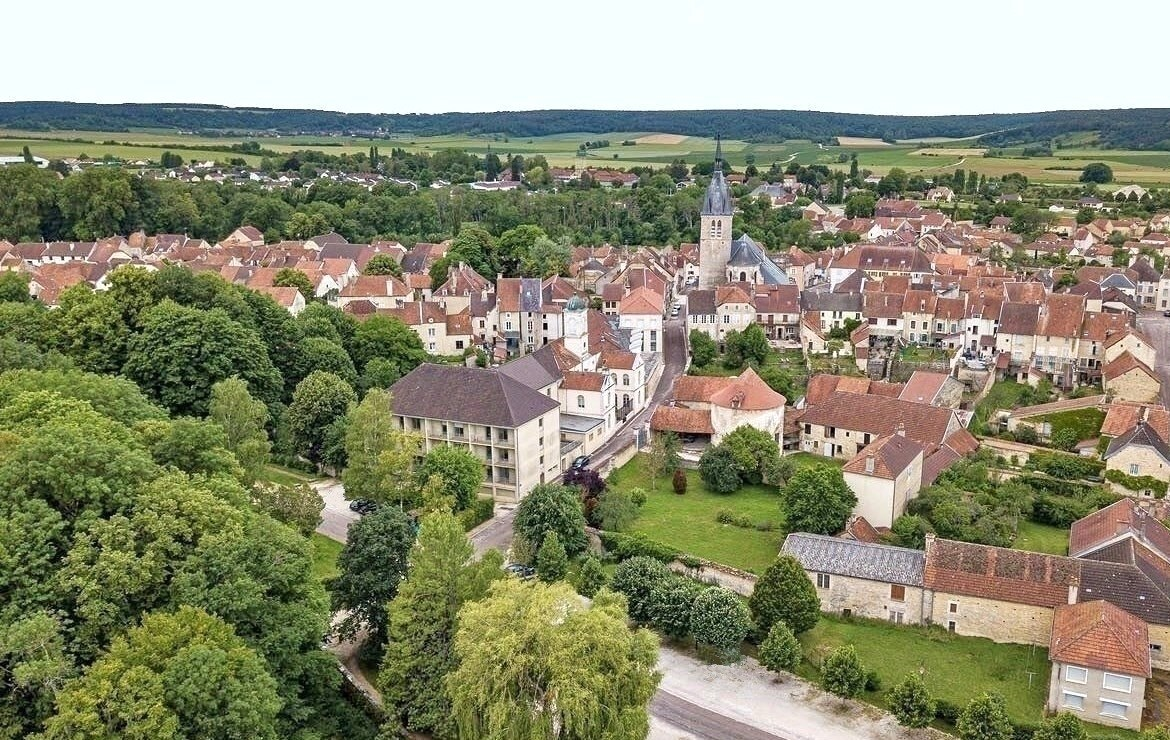
航拍沙托维兰镇中心

沙托维兰位于法国东北部，大东部大区南部偏西和上马恩省西南部，距离省会肖蒙大约21公里。与沙托维兰接壤的市镇包括：布莱松维尔、布里孔、库普赖、库尔莱韦克、丹特维尔、拉特勒塞-奥布河畔奥尔穆瓦、奥尔日、蓬拉维尔、里什堡和锡尔瓦鲁夫尔。

### 地形
沙托维兰位于香槟巴尔地区腹地，境内以缓丘和河谷平原为主，市镇中心地势较为平坦，西侧为丘陵，北侧的Boulaumont是一座孤立的山丘，全境海拔在213到359米之间。

### 水文
沙托维兰位于塞纳河流域范围内，欧容河自东南向西北蜿蜒流经境内，该河在马尔梅斯北侧的河段有多处洪水过境后遗留形成的沼泽。

### 植被
沙托维兰属于温带阔叶混交林区，是森林国家公园的组成部分，林地广泛分布于市镇范围内的多个区域，其中市区东部为沙托维兰-阿尔克森林（Fôret de Châteauvillain et d'Arc），西侧为马达姆树林（Bois de Madame）。
在鲜花城市的评比中，沙托维兰被评为1星级鲜花城市。

### 气候
沙托维兰在柯本气候分类法中属于带有大陆性气候特征的温带海洋性气候（Cfb）。
距离沙托维兰最近的常年气象站位于维利耶勒塞克境内，以下为该气象站的数据（其中日照数据取自朗格勒气象站）：
| 维利耶勒塞克 1981年－2019年 | 维利耶勒塞克 1981年－2019年 | 维利耶勒塞克 1981年－2019年 | 维利耶勒塞克 1981年－2019年 | 维利耶勒塞克 1981年－2019年 | 维利耶勒塞克 1981年－2019年 | 维利耶勒塞克 1981年－2019年 | 维利耶勒塞克 1981年－2019年 | 维利耶勒塞克 1981年－2019年 | 维利耶勒塞克 1981年－2019年 | 维利耶勒塞克 1981年－2019年 | 维利耶勒塞克 1981年－2019年 | 维利耶勒塞克 1981年－2019年 | 维利耶勒塞克 1981年－2019年 |
| 月份                        | 1月                         | 2月                         | 3月                         | 4月                         | 5月                         | 6月                         | 7月                         | 8月                         | 9月                         | 10月                        | 11月                        | 12月                        | 全年                        |
| --------------------------- | --------------------------- | --------------------------- | --------------------------- | --------------------------- | --------------------------- | --------------------------- | --------------------------- | --------------------------- | --------------------------- | --------------------------- | --------------------------- | --------------------------- | --------------------------- |
| 历史最高温 °C（°F）         | 16.9 (62.4)                 | 22.9 (73.2)                 | 26.4 (79.5)                 | 29 (84)                     | 32 (90)                     | 36 (97)                     | 38.4 (101.1)                | 40.5 (104.9)                | 33.7 (92.7)                 | 29 (84)                     | 21.5 (70.7)                 | 18 (64)                     | 40.5 (104.9)                |
| 平均高温 °C（°F）           | 5.3 (41.5)                  | 6.8 (44.2)                  | 11.1 (52.0)                 | 14.7 (58.5)                 | 19.4 (66.9)                 | 22.6 (72.7)                 | 25.2 (77.4)                 | 25 (77)                     | 20.7 (69.3)                 | 15.6 (60.1)                 | 9.1 (48.4)                  | 5.6 (42.1)                  | 15.1 (59.2)                 |
| 日均气温 °C（°F）           | 2.3 (36.1)                  | 2.9 (37.2)                  | 6.2 (43.2)                  | 8.9 (48.0)                  | 13.3 (55.9)                 | 16.4 (61.5)                 | 18.6 (65.5)                 | 18.4 (65.1)                 | 14.8 (58.6)                 | 11 (52)                     | 5.6 (42.1)                  | 2.9 (37.2)                  | 10.1 (50.2)                 |
| 平均低温 °C（°F）           | −0.7 (30.7)                 | −1 (30)                     | 1.3 (34.3)                  | 3.1 (37.6)                  | 7.2 (45.0)                  | 10.1 (50.2)                 | 12 (54)                     | 11.7 (53.1)                 | 8.9 (48.0)                  | 6.3 (43.3)                  | 2.2 (36.0)                  | 0.1 (32.2)                  | 5.1 (41.2)                  |
| 历史最低温 °C（°F）         | −25 (−13)                   | −20.5 (−4.9)                | −19 (−2)                    | −7.3 (18.9)                 | −5.9 (21.4)                 | −1.5 (29.3)                 | 0.5 (32.9)                  | 1.5 (34.7)                  | −1.5 (29.3)                 | −7 (19)                     | −13 (9)                     | −22 (−8)                    | −25 (−13)                   |
| 平均降水量 mm（）           | 89.5 (3.52)                 | 75.3 (2.96)                 | 77.5 (3.05)                 | 72.8 (2.87)                 | 85.2 (3.35)                 | 76.9 (3.03)                 | 77.6 (3.06)                 | 69.2 (2.72)                 | 75.4 (2.97)                 | 92.7 (3.65)                 | 89.8 (3.54)                 | 99.1 (3.90)                 | 981 (38.6)                  |
| 月均日照時數                | 61.7                        | 86.3                        | 139.1                       | 171.9                       | 194                         | 213.9                       | 225.8                       | 219.6                       | 169.6                       | 111.9                       | 60.7                        | 48.4                        | 1,702.9                     |
| 来源：infoclimat.fr         |                             |                             |                             |                             |                             |                             |                             |                             |                             |                             |                             |                             |                             |

## 行政区划
沙托维兰的市镇编号为52114，邮政编号为52120。
在行政管理方面，沙托维兰隶属于法国大东部大区上马恩省肖蒙区；在地方选举方面，沙托维兰是沙托维兰县的中央投票站所在地，其市镇范围全境被划入上马恩省第一选区；在社会管理方面，沙托维兰是上马恩省三森林市镇公共社区的办公驻地。
截至2024年9月，沙托维兰市镇范围内暂无任何城市敏感街区及城市政策优先街区。
法国国家统计与经济研究所（简称“INSEE”）在进行数据统计时，未将沙托维兰划入任何城市核心区（Unité urbaine）及城市区（Aire urbaine）。自2020年起，沙托维兰被划入包含112个市镇的肖蒙城市辐射区。此外，INSEE还将沙托维兰市镇整体看作一个“块区”（IRIS），以便于统计人口分布情况。

## 交通

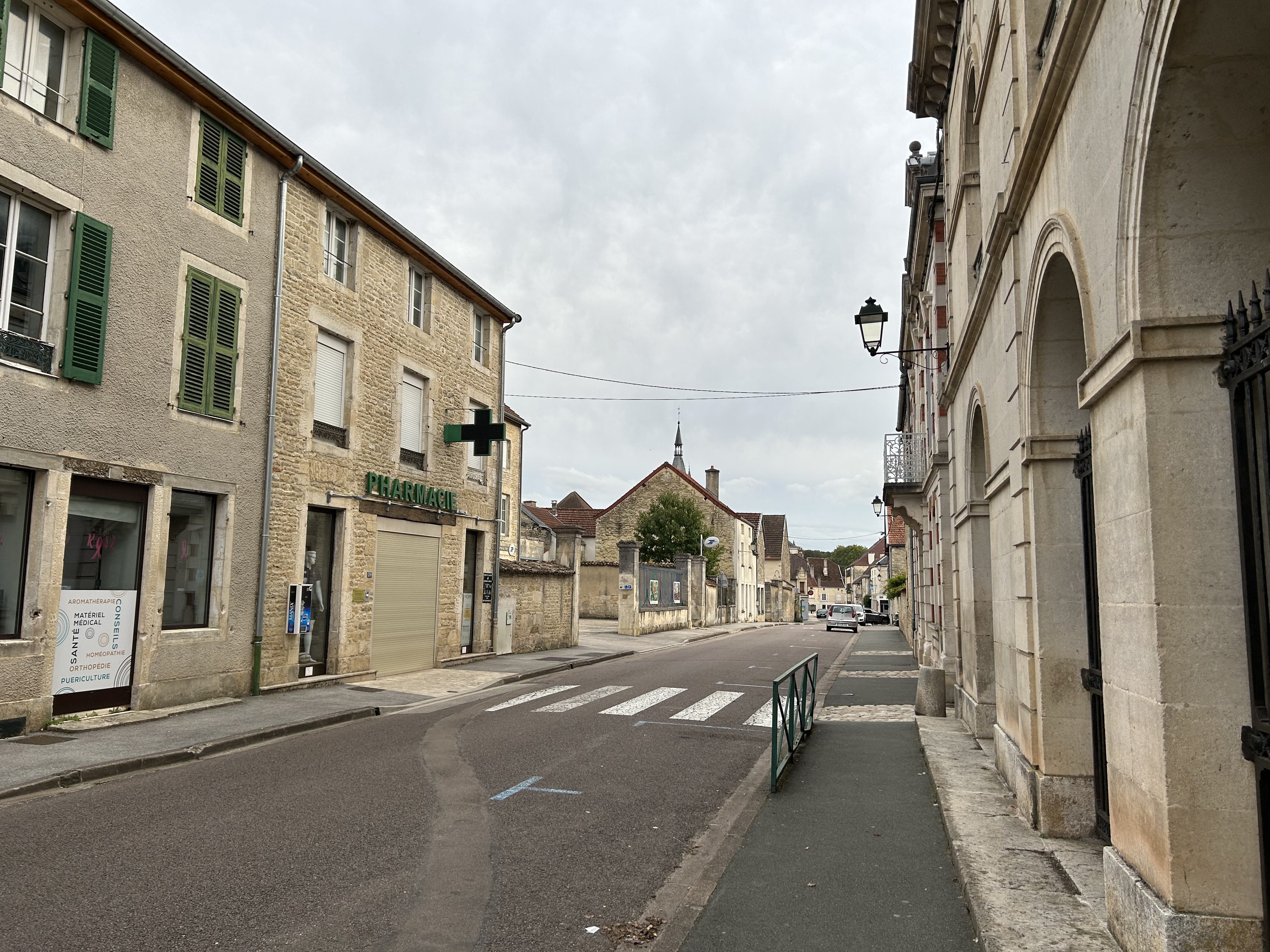
镇中心的庞蒂耶夫尔街

### 公路
A5高速公路经过沙托维兰市镇范围北部，此外还有上马恩省省道D3线、D6线、D65线、D107线和D211线在沙托维兰境内交汇。大东部大区公共交通（商业名称为“Fluo”）下属的部分校车线路经停沙托维兰，可通往肖蒙。
| 23 | 19 |

| 肖蒙 | 21 |

| 塞纳河畔沙蒂永 | 38 |

| 里什堡 | 12 |

2021年，69.9%的沙托维兰家庭拥有至少一辆私人汽车。2020年，沙托维兰境内共发生各类交通事故3起，造成4人受伤，其中3人重伤。

### 铁路
距离沙托维兰最近的提供常规服务的客运铁路车站为21公里外的肖蒙站，该站停靠往返于巴黎和米卢斯一线的区域列车，另有部分车次可前往兰斯和第戎。

### 航空
沙托维兰距离巴黎-瓦特里机场的公路里程大约121公里。

### 城市公共交通
截至2024年9月，沙托维兰暂无任何城市公共交通系统。

## 政治

### 市政内阁

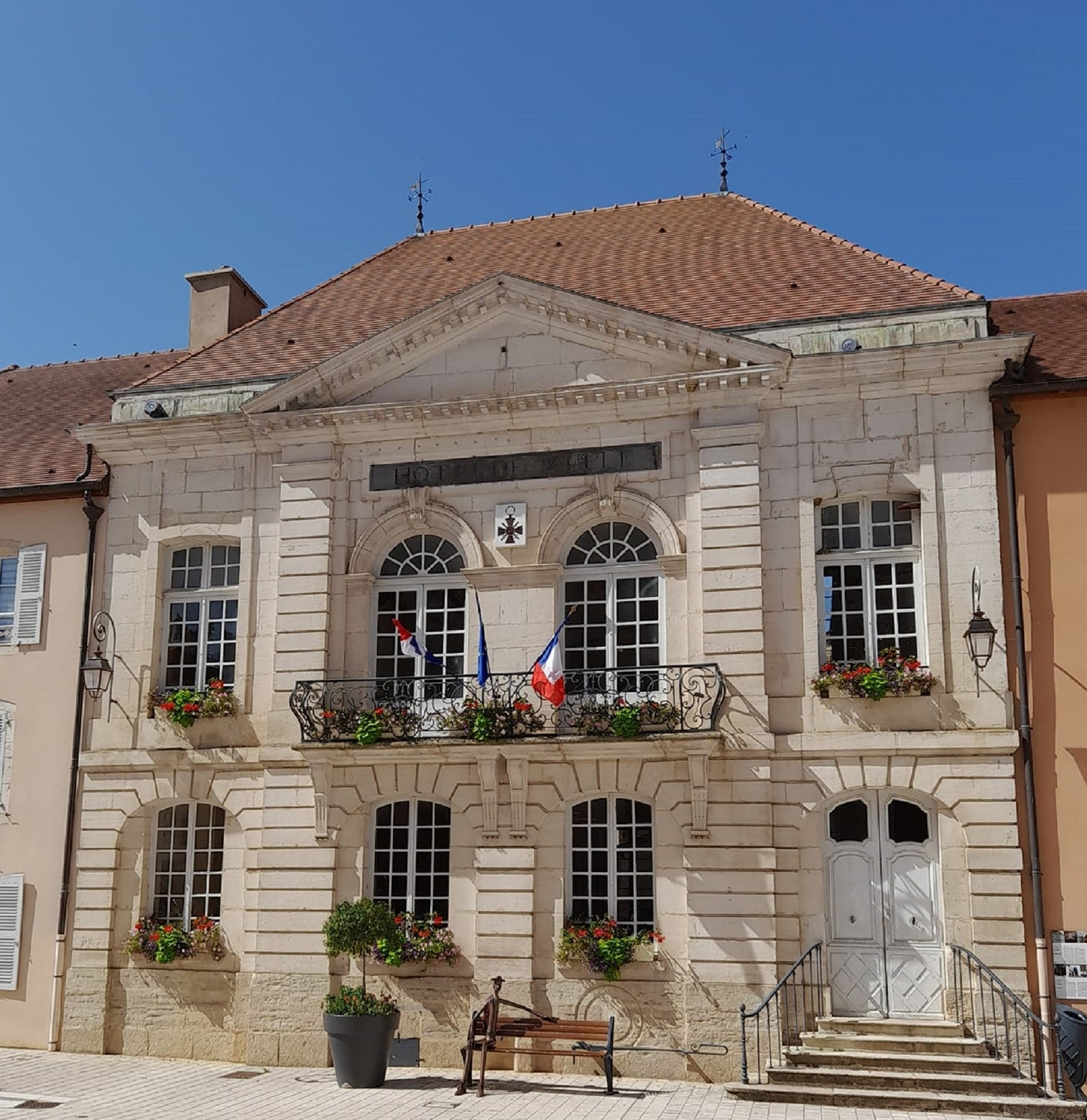
沙托维兰市政厅

沙托维兰的现任市长为玛丽-克洛德·拉沃卡女士（Marie-Claude LAVOCAT），她是一名右翼无党派人士，在2020年的市政选举中获得了55.55%的支持率。
| 沙托维兰历届市长 | 沙托维兰历届市长                        | 沙托维兰历届市长  |
| 任期             | 市长                                    | 党派              |
| ---------------- | --------------------------------------- | ----------------- |
| 1944年－1945年   | Pierre GARNIER 皮埃尔·加尼耶            | 不详              |
| 1945年－1953年   | Auguste DOUILLET 奥古斯特·杜耶          | 不详              |
| 1953年－1984年   | Pierre GARNIER 皮埃尔·加尼耶            | 不详              |
| 1984年－2001年   | Gérard GARNIER 热拉尔·加尼耶            | 不详              |
| 2001年－2020年   | André THIÉBAUT 安德烈·蒂埃博            | 不详              |
| 2020年－         | Marie-Claude LAVOCAT 玛丽-克洛德·拉沃卡 | DVD右翼无党派人士 |

### 各级选举
| 沙托维兰历届投票选举结果 | 沙托维兰历届投票选举结果 | 沙托维兰历届投票选举结果 | 沙托维兰历届投票选举结果 | 沙托维兰历届投票选举结果             | 沙托维兰历届投票选举结果 | 沙托维兰历届投票选举结果 | 沙托维兰历届投票选举结果             | 沙托维兰历届投票选举结果 | 沙托维兰历届投票选举结果 |
| 选举项目                 | 选举范围                 | 选区单位                 | 选区单位内的选举结果     | 选区单位内的选举结果                 | 选区单位内的选举结果     | 选区单位内的选举结果     | 选区单位内的选举结果                 | 选区单位内的选举结果     | 参考资料                 |
| 选举项目                 | 选举范围                 | 选区单位                 | 第一轮胜出者             | 第一轮胜出者                         | 支持率                   | 第二轮胜出者             | 第二轮胜出者                         | 支持率                   | 参考资料                 |
| ------------------------ | ------------------------ | ------------------------ | ------------------------ | ------------------------------------ | ------------------------ | ------------------------ | ------------------------------------ | ------------------------ | ------------------------ |
| 2017年法國總統選舉       | 法國                     | 市镇                     |                          | 玛丽娜·勒庞                          | 38.08%                   |                          | 玛丽娜·勒庞                          | 57.59%                   | [ 26 ]                   |
| 2017年法国立法选举       | 上马恩省第一选区         | 市镇                     |                          | 法比埃娜·屈代尔                      | 28.6%                    |                          | 贝朗热尔·阿巴                        | 50.36%                   | [ 26 ]                   |
| 2019年欧洲议会选举       | 法國                     | 市镇                     |                          | 若尔丹·巴尔代拉                      | 41.91%                   | （不适用）               | （不适用）                           | （不适用）               | [ 28 ]                   |
| 2021年法国省级选举       | 上马恩省                 | 县                       |                          | 玛丽-克洛德·拉沃卡 斯特凡纳·马丁内利 | 61.06%                   |                          | 玛丽-克洛德·拉沃卡 斯特凡纳·马丁内利 | 71.04%                   | [ 29 ] [ 30 ]            |
| 2021年法国省级选举       | 上马恩省                 | 市镇                     |                          | 玛丽-克洛德·拉沃卡 斯特凡纳·马丁内利 | 56.57%                   |                          | 玛丽-克洛德·拉沃卡 斯特凡纳·马丁内利 | 66.67%                   | [ 29 ] [ 30 ]            |
| 2021年法国大区选举       | 大東部大區               | 市镇                     |                          | 让·罗特纳                            | 33.42%                   |                          | 让·罗特纳                            | 41.29%                   | [ 31 ]                   |
| 2022年法国总统选举       | 法國                     | 市镇                     |                          | 玛丽娜·勒庞                          | 42.54%                   |                          | 玛丽娜·勒庞                          | 61.87%                   | [ 26 ]                   |
| 2022年法国立法选举       | 上马恩省第一选区         | 市镇                     |                          | 克里斯托夫·本茨                      | 36.38%                   |                          | 克里斯托夫·本茨                      | 60.39%                   | [ 26 ]                   |
| 2024年欧洲议会选举       | 法國                     | 市镇                     |                          | 若尔丹·巴尔代拉                      | 55%                      | （不适用）               | （不适用）                           | （不适用）               | [ 26 ]                   |
| 2024年法国立法选举       | 上马恩省第一选区         | 市镇                     |                          | 克里斯托夫·本茨                      | 57.87%                   |                          | 克里斯托夫·本茨                      | 63.48%                   | [ 26 ]                   |

## 人口
2021年，沙托维兰市镇人口数量为1,543，在法国排名第6,860位。其中男性765人，女性778人，75岁及以上人口占11.6%，外籍人口数量为31人，人口密度为15人/平方公里，当地居民被称为（男性）或（女性）。2022年，沙托维兰境内出生10人，死亡人口35人。
| 沙托维兰1901年－2021年人口变化情况 |
|                                    |
| 数据来源：Cassini、INSEE           |

## 经济

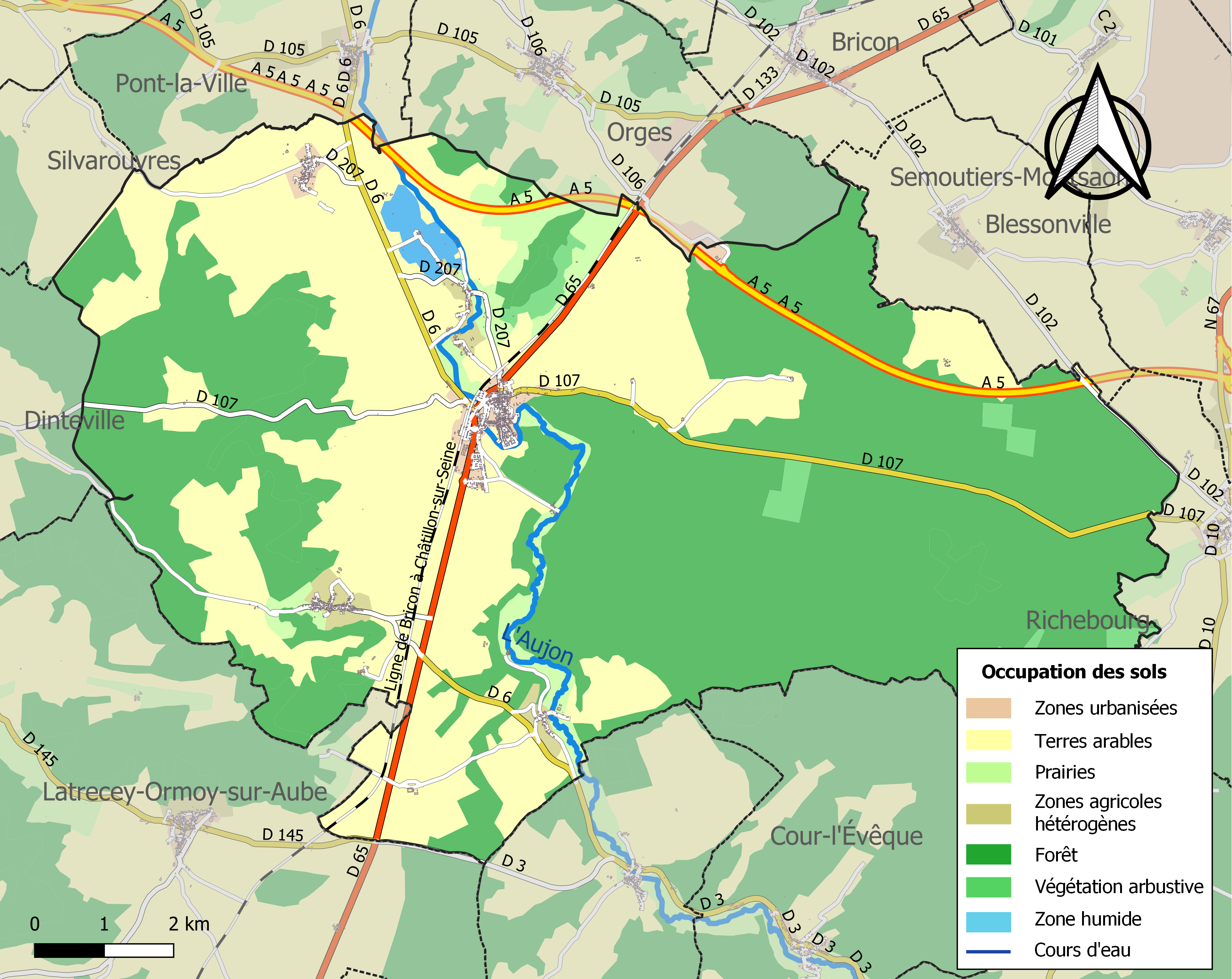
沙托维兰土地利用情况地图

截至2024年9月，沙托维兰市镇范围内共有各类用人单位（包含自雇）240家，平均历史为21年，均为中小型企业（PME），2024年7月至9月间，当地的经济活力指数为0。（管道工程）和（财会）是当地2022年已公布营业额最高的两个企业，分别为347,132欧元和127,300欧元。

## 财政与居民收入
2022年，沙托维兰的财政收入总额为1,679,230欧元，财政支出总额为1,317,230欧元，当年的债务总额为465,280欧元。2022年，沙托维兰市镇通过增值税获得73,130欧元的收入，此外当地还共获得了328,850欧元的国家直接财政补助。
| 沙托维兰居民收入情况                             | 沙托维兰居民收入情况 | 沙托维兰居民收入情况  | 沙托维兰居民收入情况 |
| 内容                                             | 沙托维兰             | 法国                  | 统计年份             |
| ------------------------------------------------ | -------------------- | --------------------- | -------------------- |
| 征税家庭总数                                     | 651                  | 1,081（法国市镇平均） | 2022年               |
| 居民平均月收入                                   | 1,808欧元            | 2,435欧元             | 2022年               |
| 高级职员人均月收入                               | 不详                 | 4,331欧元             | 2021年               |
| 中级职员人均月收入                               | 不详                 | 2,470欧元             | 2021年               |
| 普通职员人均月收入                               | 不详                 | 1,801欧元             | 2021年               |
| 贫困率                                           | 不详                 | 14.5%                 | 2020年               |
| 青壮年（15至64岁）失业率                         | 10.3%                | 7.4%                  | 2020年               |
| 征税家庭数量占比                                 | 35.6%                | 45.5%                 | 2020年               |
| 家庭年均纳税                                     | 1,794欧元            | 4,393欧元             | 2022年               |
| 资料来源：INSEE、L'Internaute、Le Journal du Net |                      |                       |                      |

## 社会事务

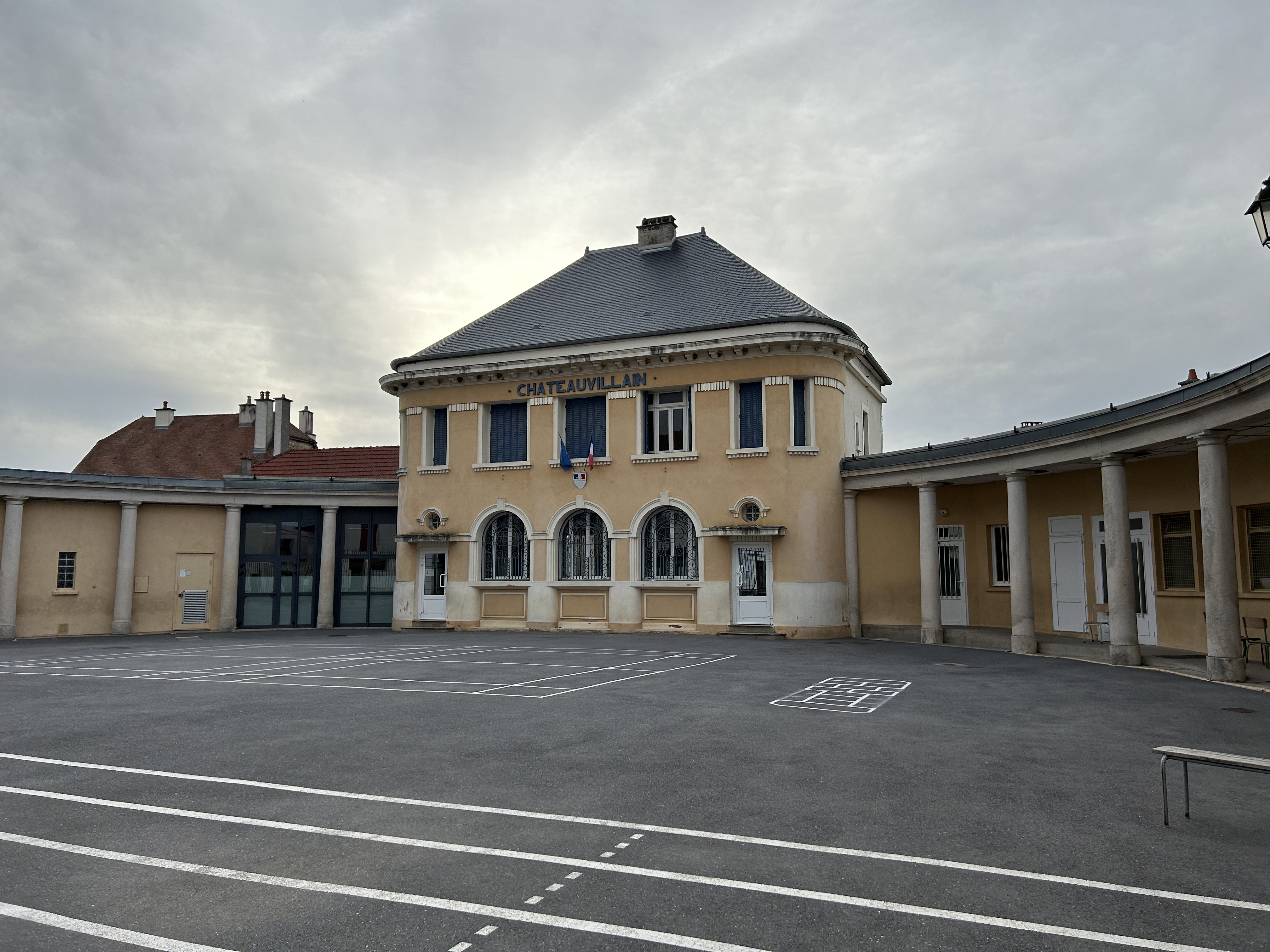
沙托维兰的一所学校

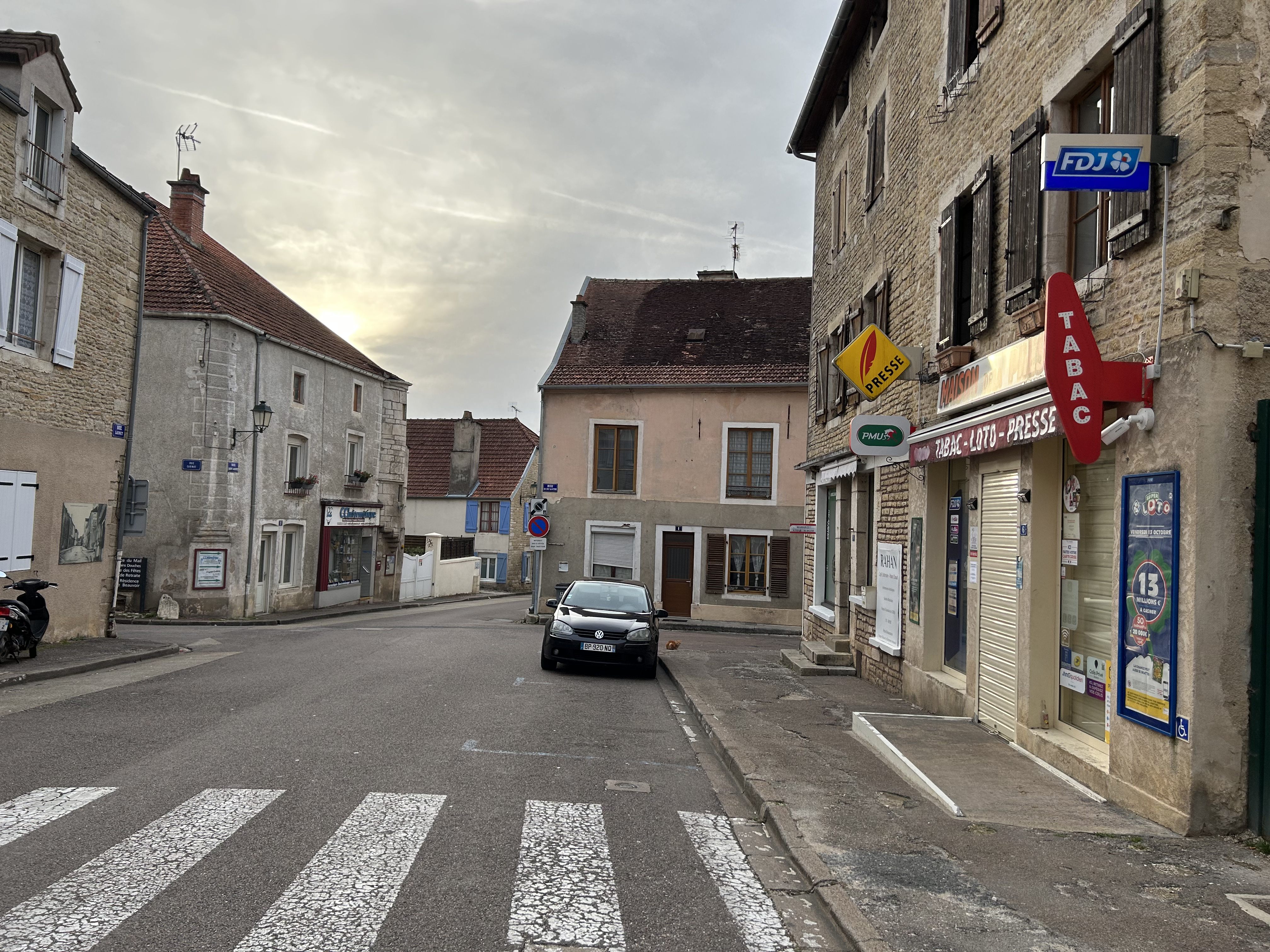
镇中心的烟酒店

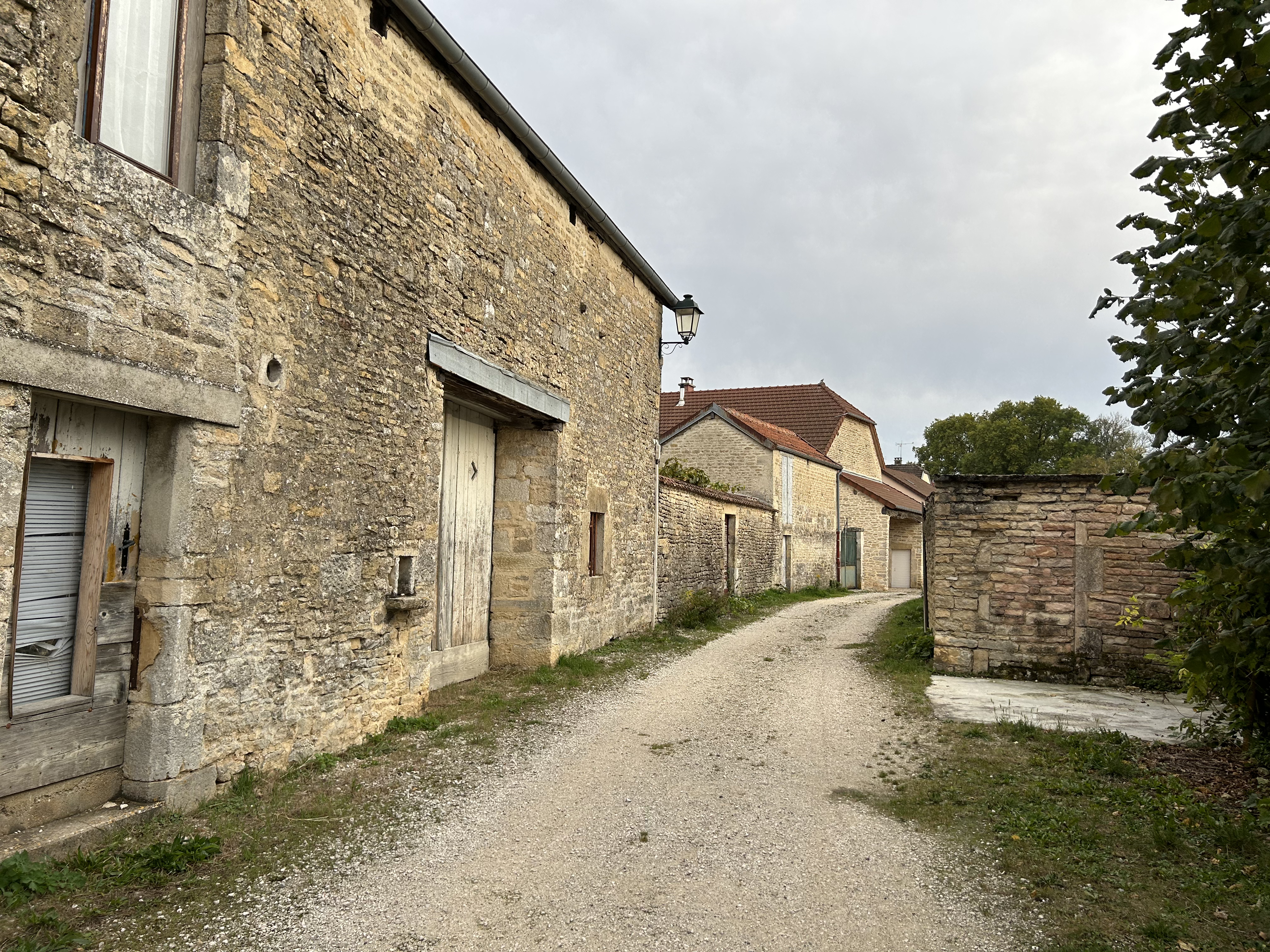
莱珀蒂勒街

### 教育
沙托维兰属于兰斯学区。截至2023年1月1日，沙托维兰境内共有1所幼儿园、1所小学和1所初级中学。2022至2023学年度，沙托维兰境内共有在校中等教育阶段学生182名。

### 医疗
截至2023年1月1日，沙托维兰境内共有全科医生2名、保健师1名、牙医1名和护士4名。境内共有药房1家、养老院1家。
距离沙托维兰最近的区域性医疗机构为肖蒙中心医院（Centre Hospitalier de Chaumont），其主病区医院位于肖蒙市区北侧，距离沙托维兰市区的正常车程大约20分钟，该院设有床位384个，是肖蒙区内规模最大的公立综合性医院。

### 住房
2021年，沙托维兰境内共有各类住房868套，其中91.7%为独立式住宅，7.7%为集中式住宅。常住房屋占沙托维兰市镇范围内居民建筑总量的77.6%。
在住房保障政策方面，2023年，沙托维兰境内共有255户家庭获得了家庭津贴补助，受益人数占总人口数量的16.5%，其中100份为房租补助。

### 商业
2021年，沙托维兰境内共有各类实体商铺36家，其中餐厅5家、大型超市1家、面包房4家、肉铺1家、书店1家、装饰品店1家、银行门店1家、美容美发店3家、汽车维修店4家。沙托维兰镇中心南侧建有一家Intermarché超市。

### 体育
2023年，沙托维兰境内共有1间体育馆、1处网球场、1处马术场以及2处足球或橄榄球场。
截至2024年9月，沙托维兰足球俱乐部（Football Club Châteauvillain，编号544712）是沙托维兰境内唯一的一家注册足球俱乐部，其主队2024至2025赛季参加上马恩省足球联赛丁组（法国第十二级别），其主场为勒科莱日球场（Stade du Collège）。

### 环境
沙托维兰的环境事务由其所属的上马恩省三森林市镇公共社区联合各级政府协调负责。2021年，沙托维兰境内暂无污染企业。

### 治安
2021年，沙托维兰市镇范围内1处宪兵队。
沙托维兰及其附近的共156个市镇是肖蒙国家宪兵队（zone gendarmerie de Chaumont）的管辖范围。2020年，该宪兵队累计记录各类案件976起，其中盗窃类案件501起，经济类案件120起，毒品交易类案件41起。

## 文化

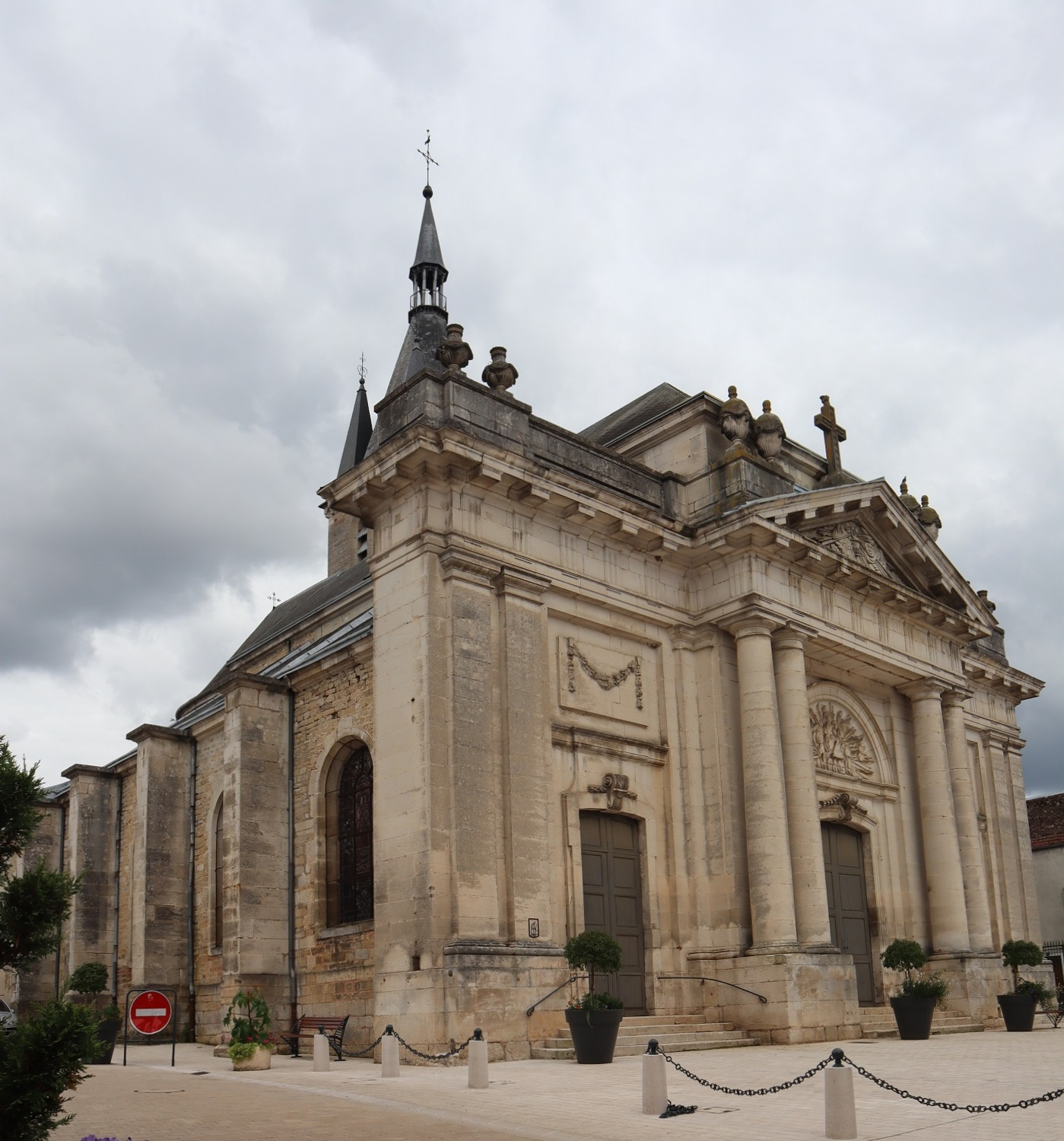
圣母升天教堂

2021年，沙托维兰境内暂无任何文化设施。沙托维兰境内建有市政多媒体中心（Médiathèque municipale），每周一、二、三、五向公众开放。

### 建筑
沙托维兰境内有多处历史建筑，其中圣母升天教堂、市政厅等为法国国家文物保护单位。

### 旅游
沙托维兰的旅游事务由其所属的上马恩省三森林市镇公共社区联合各级政府协调负责。2024年，沙托维兰境内暂无任何游客接待设施。

### 媒体
法国主要的媒体均可在沙托维兰接收，法国电视三台下属的大东部大区频道在部分时段播出沙托维兰所在上马恩省的地方新闻。《上马恩省日报》、《上马恩之声》、蓝色法兰西香槟-阿登广播、香槟广播等是当地主要的地方性媒体。

## 友好城市
截至2024年9月，沙托维兰共与一座城市建立了友好城市关系：
- 德国 厄蒂希海姆